# Мур, Джордж Флетчер
Джордж Флетчер Мур (10 декабря 1798 — 30 декабря 1886) — один из ранних европейских поселенцев в западной Австралии и одна из ключевых фигур среди членов правящей элиты в её ранней истории.
Он являлся инициатором нескольких научных экспедиций, был первым, кто опубликовал сведения о языке австралийских аборигенов из района современного Перта, а также написал дневник о десяти первых годах своей жизни в западной Австралии (англ. Diary of Ten Years Eventful Life of an Early Settler in Western Australia).